# Mormopterus loriae
Mormopterus loriae é uma espécie de morcego da família Molossidae. Pode ser encontrada na Austrália e Papua-Nova Guiné.